# Adenoa cubensis
Adenoa cubensis là một loài thực vật có hoa trong họ Lạc tiên. Loài này được (Britton & P.Wilson) Arbo mô tả khoa học đầu tiên năm 1977.